# Cașolț, Sibiu
Cașolț (în germană Kastenholz, în dialectul săsesc Kastnhűlts, în maghiară Hermány) este un sat în comuna Roșia din județul Sibiu, Transilvania, România. Se află pe Valea Hârtibaciului.

## Istoric

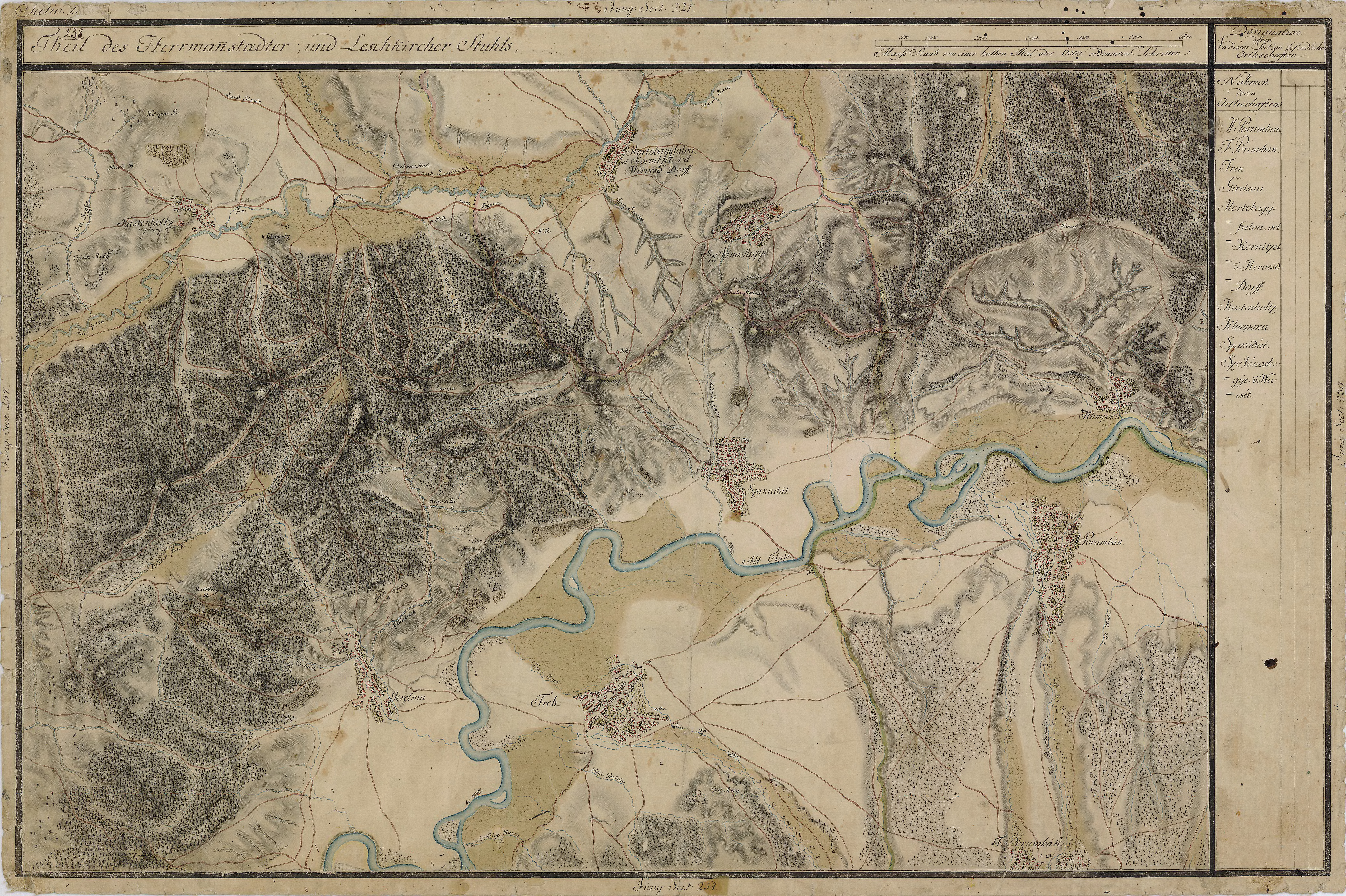
Caşolţ în Harta Iosefină a Transilvaniei, 1769-1773

Pe locul Cașolțului s-a aflat o așezare rurală dacică, care se întindea pe ambele părți ale pârâului Higiului, pe "Dealul Bradului" și pe "Dealul lui Dan", în punctele numite "La Pepiniera", „Tăietura" și "Gura Higiului".

## Varia
Unul din personajele romanului Atemschaukel, pentru care Herta Müller a primit Premiul Nobel pentru Literatură în anul 2009, este Sarah Wandschneider, săsoaică din Kastenholz, deportată în Uniunea Sovietică împreună cu "cealaltă Sarah" - Sarah Kaunz, din Wurmloch (Vorumloc).

## Imagini

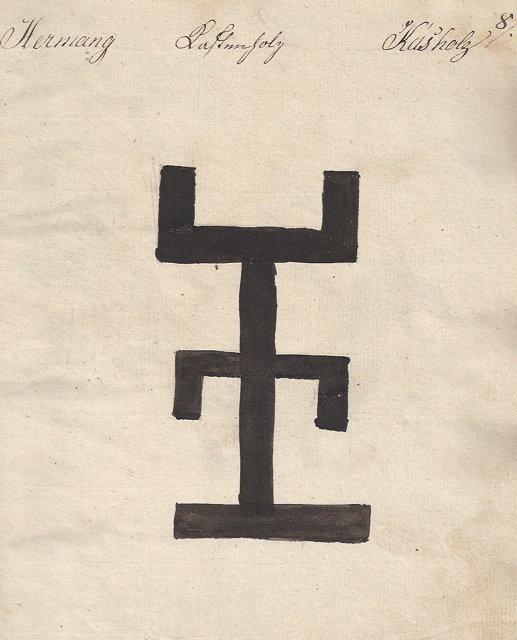
1826 - Danga pentru vitele din Caşolţ
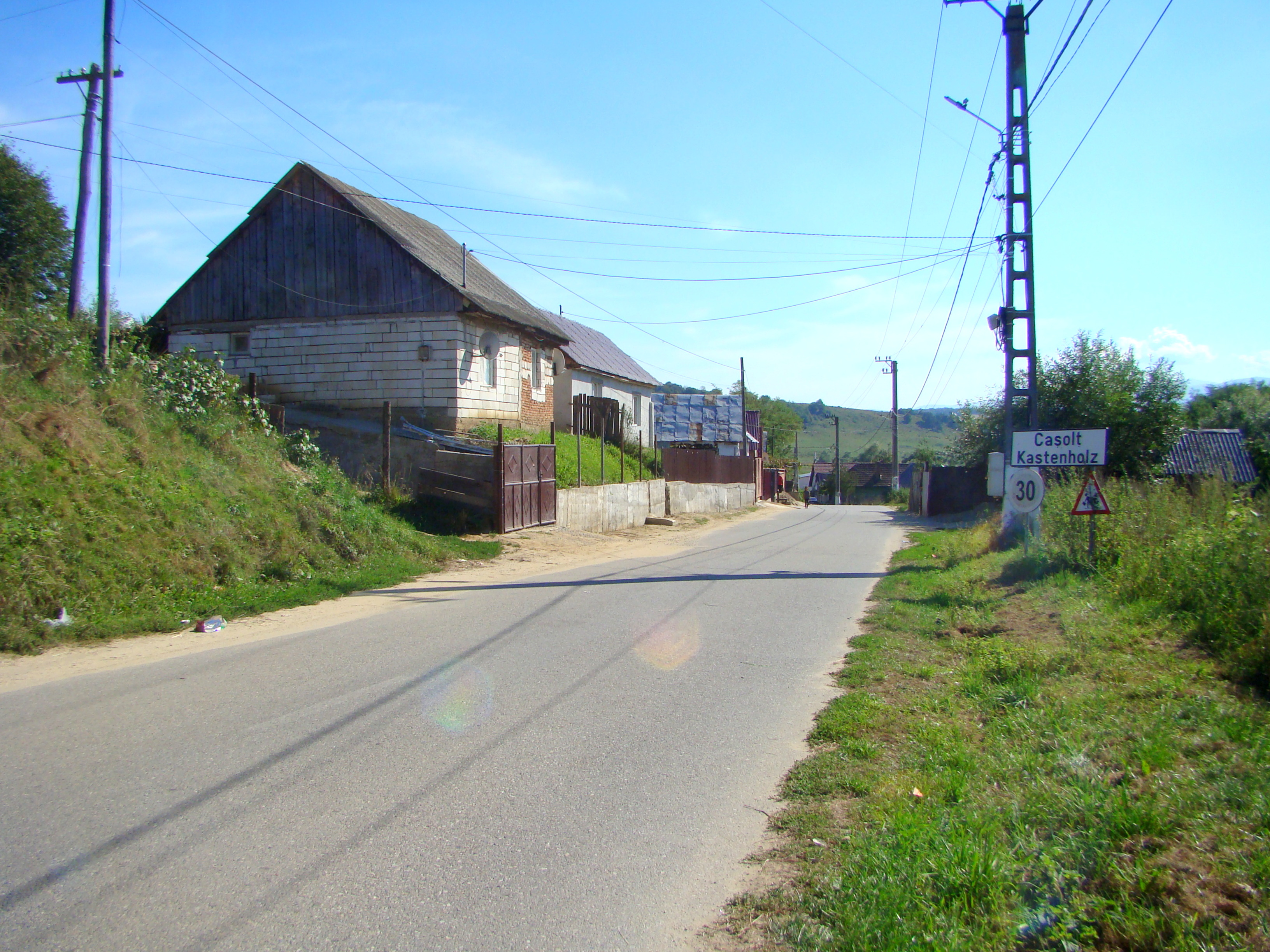
Intrarea în localitate
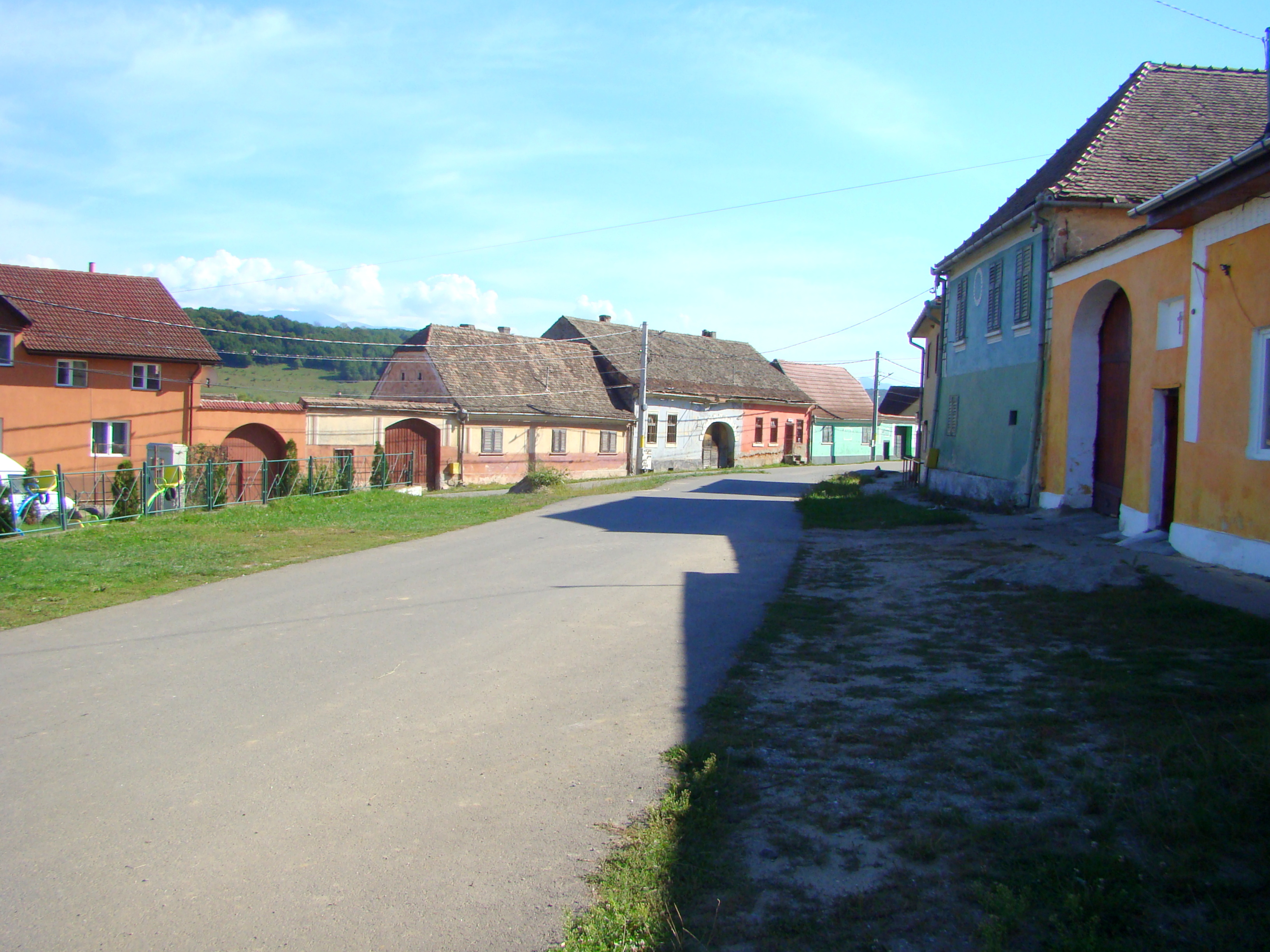
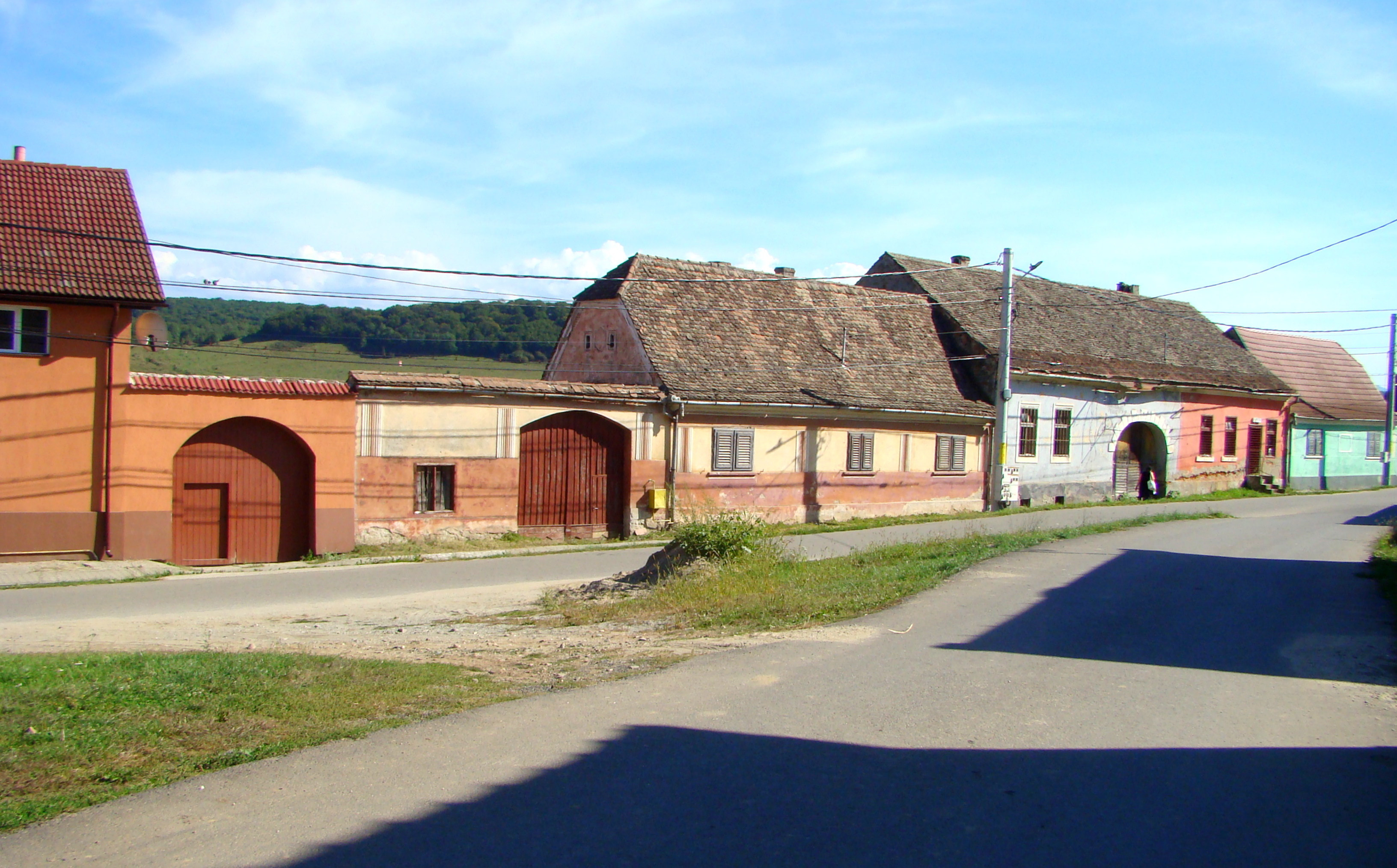
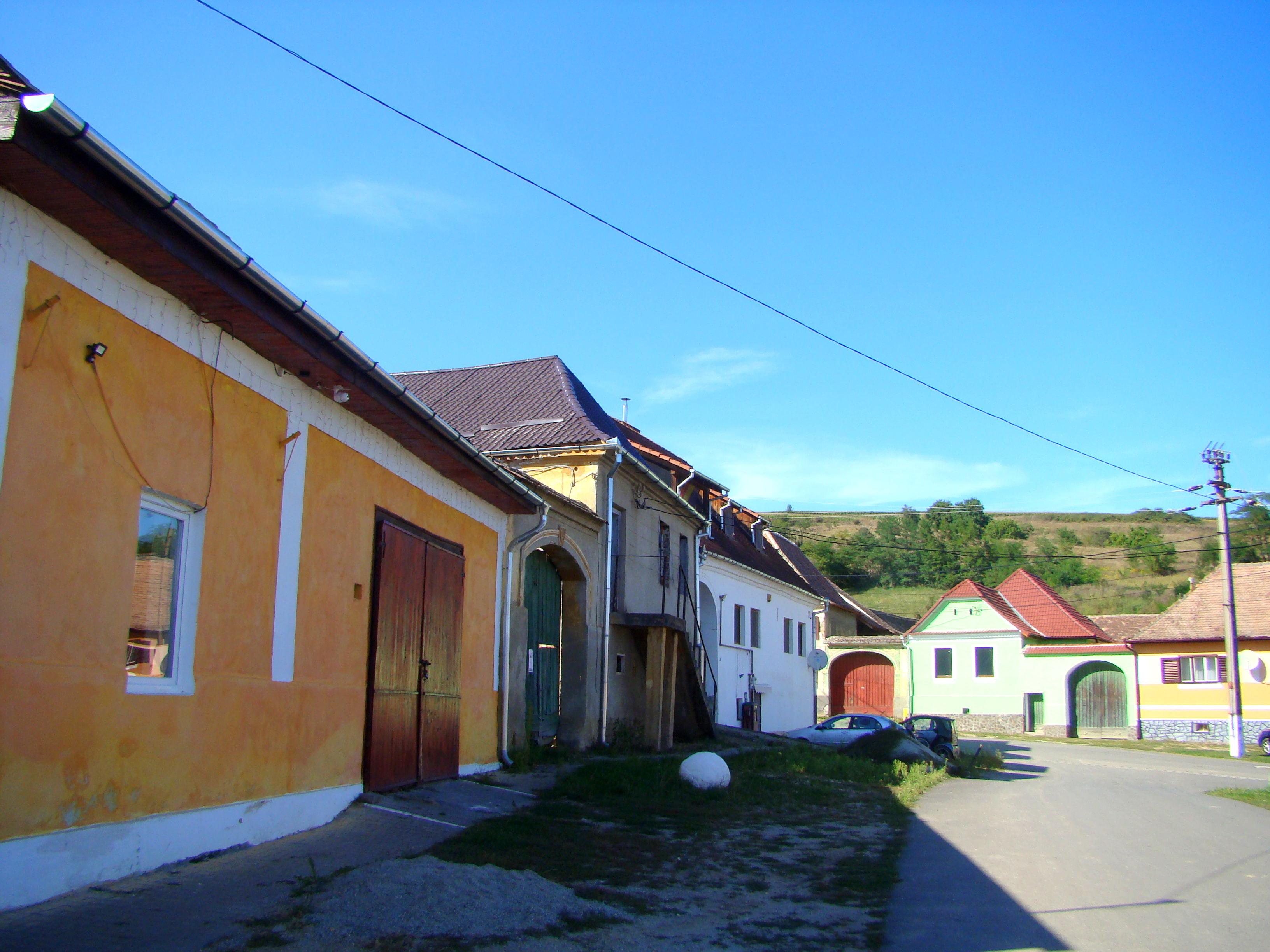
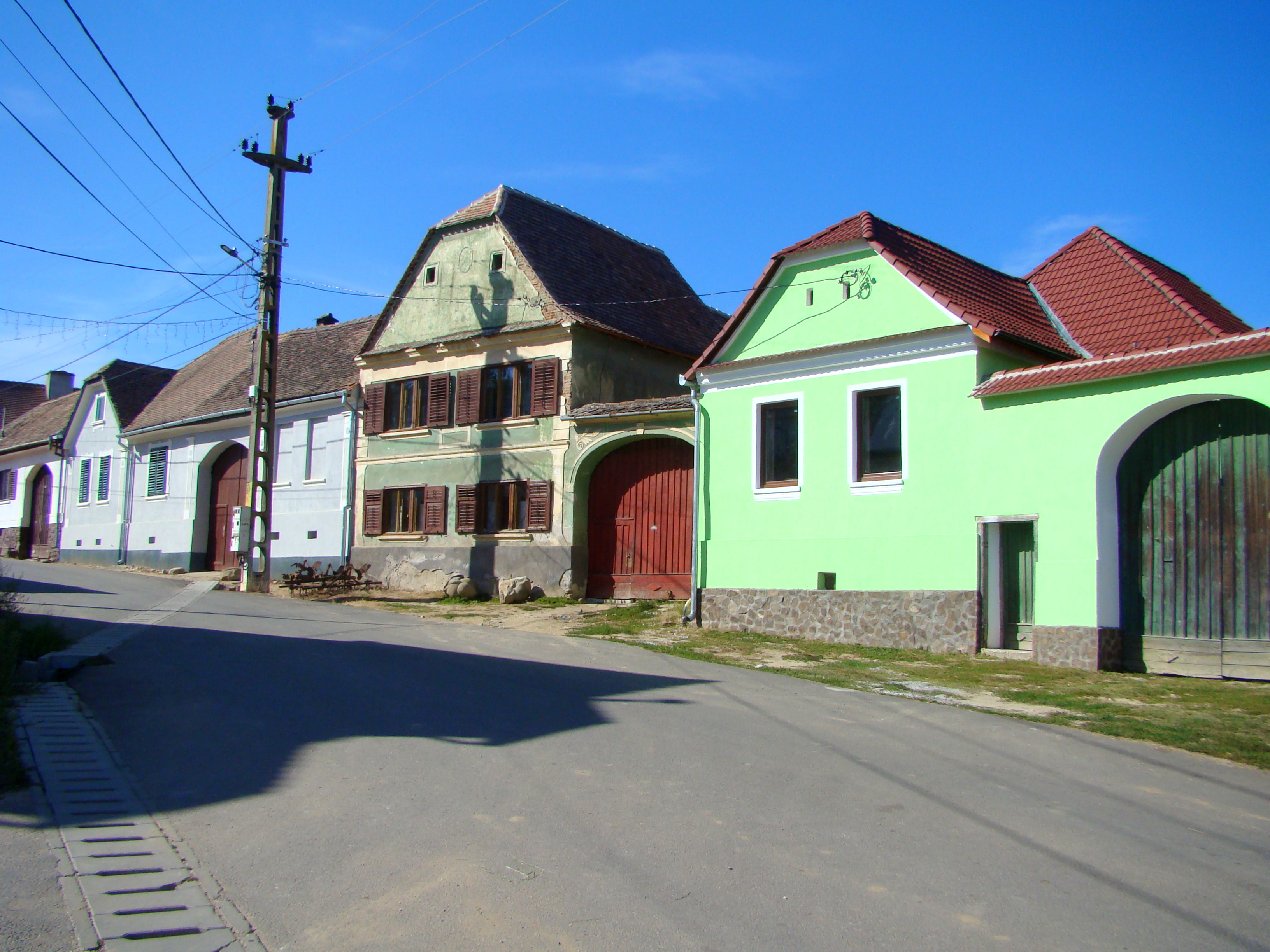
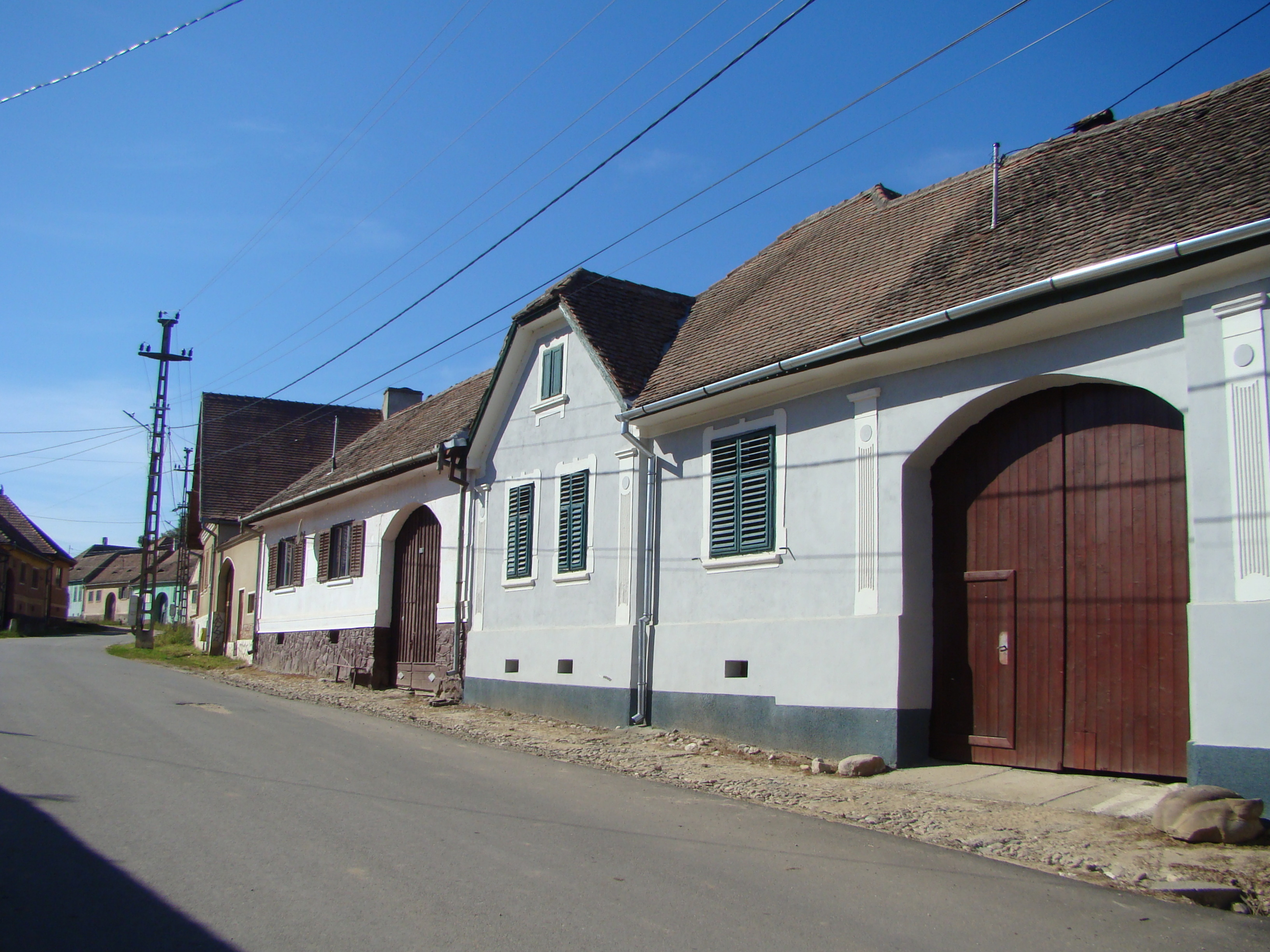
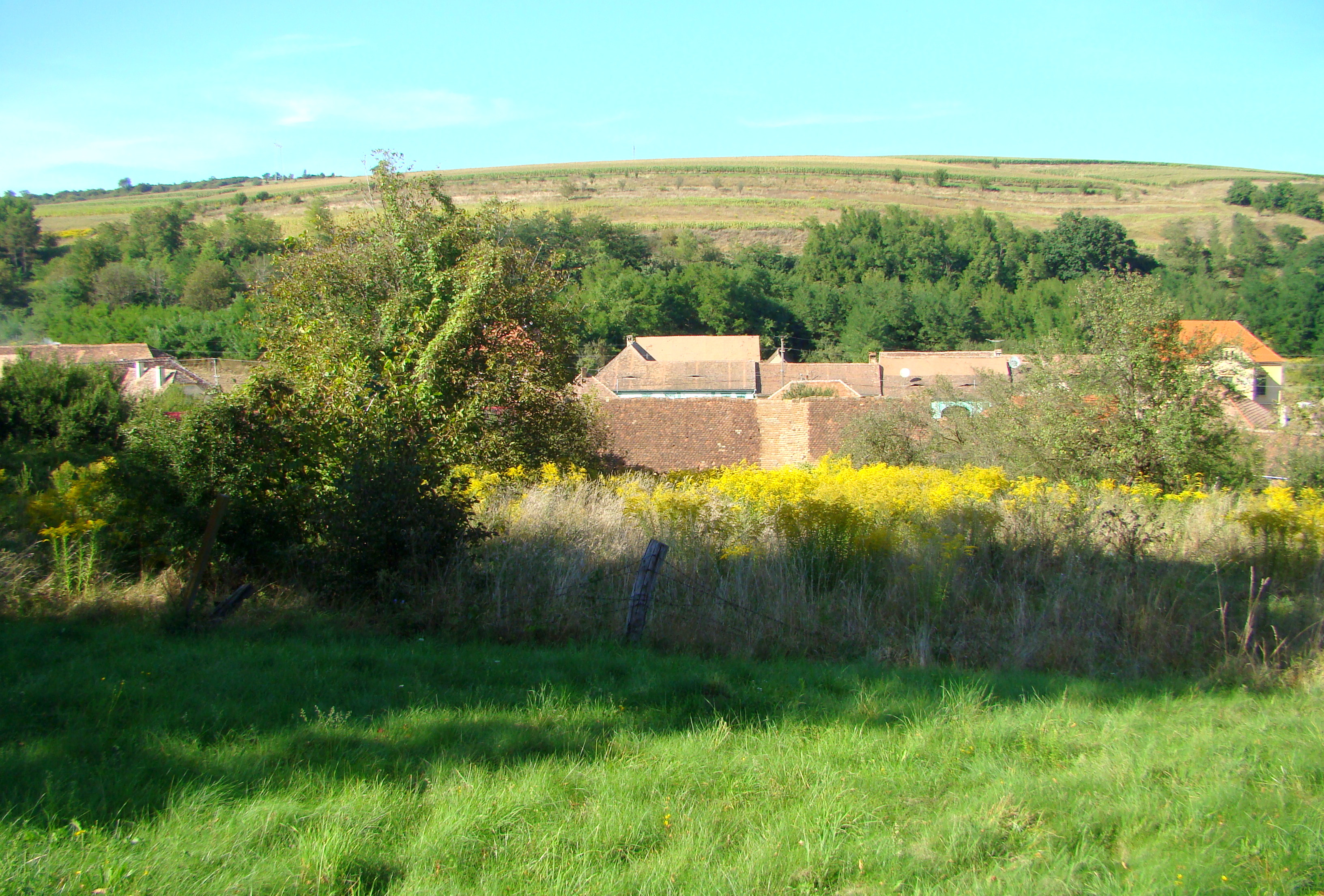
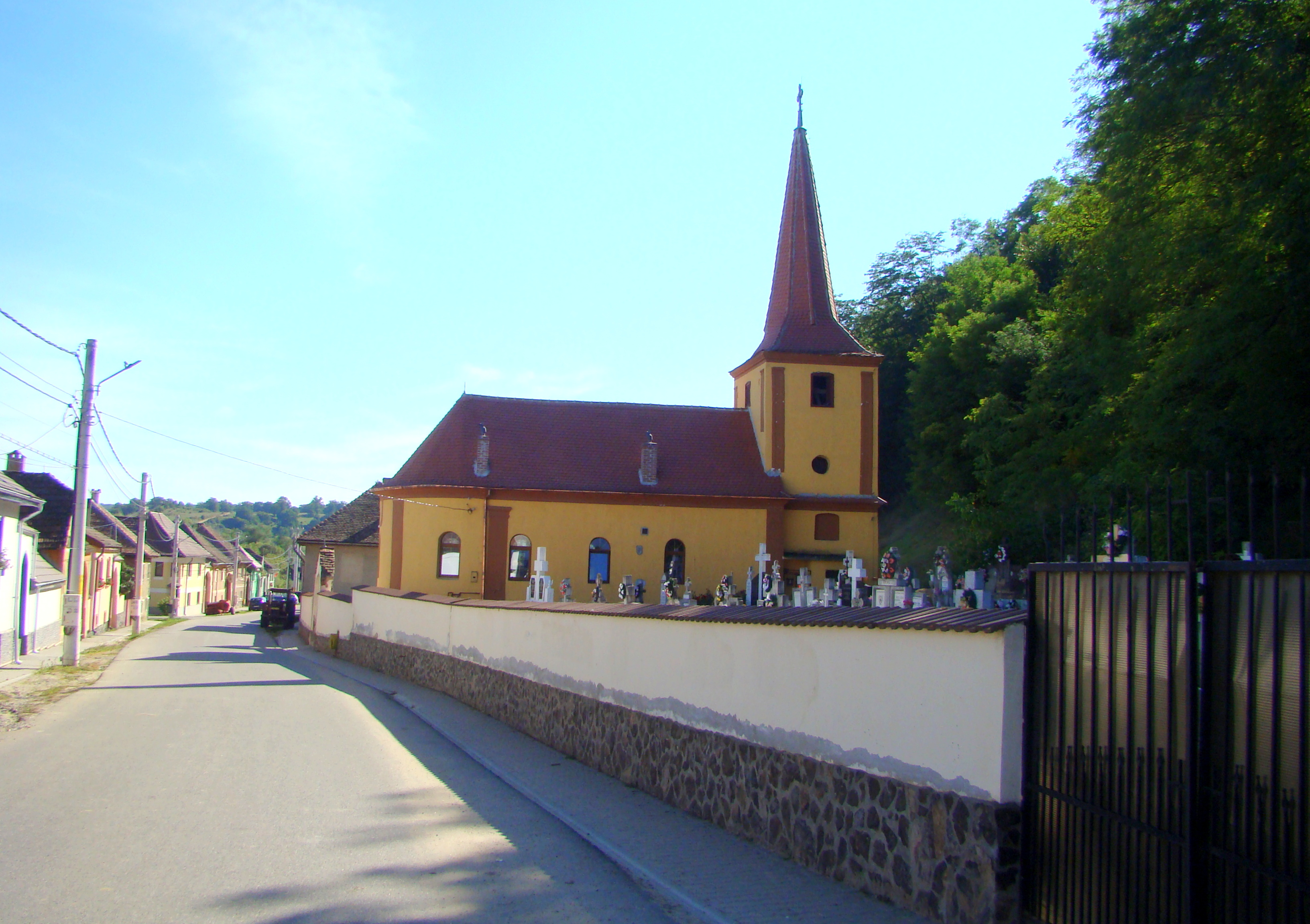
Biserica Cuvioasa Parascheva
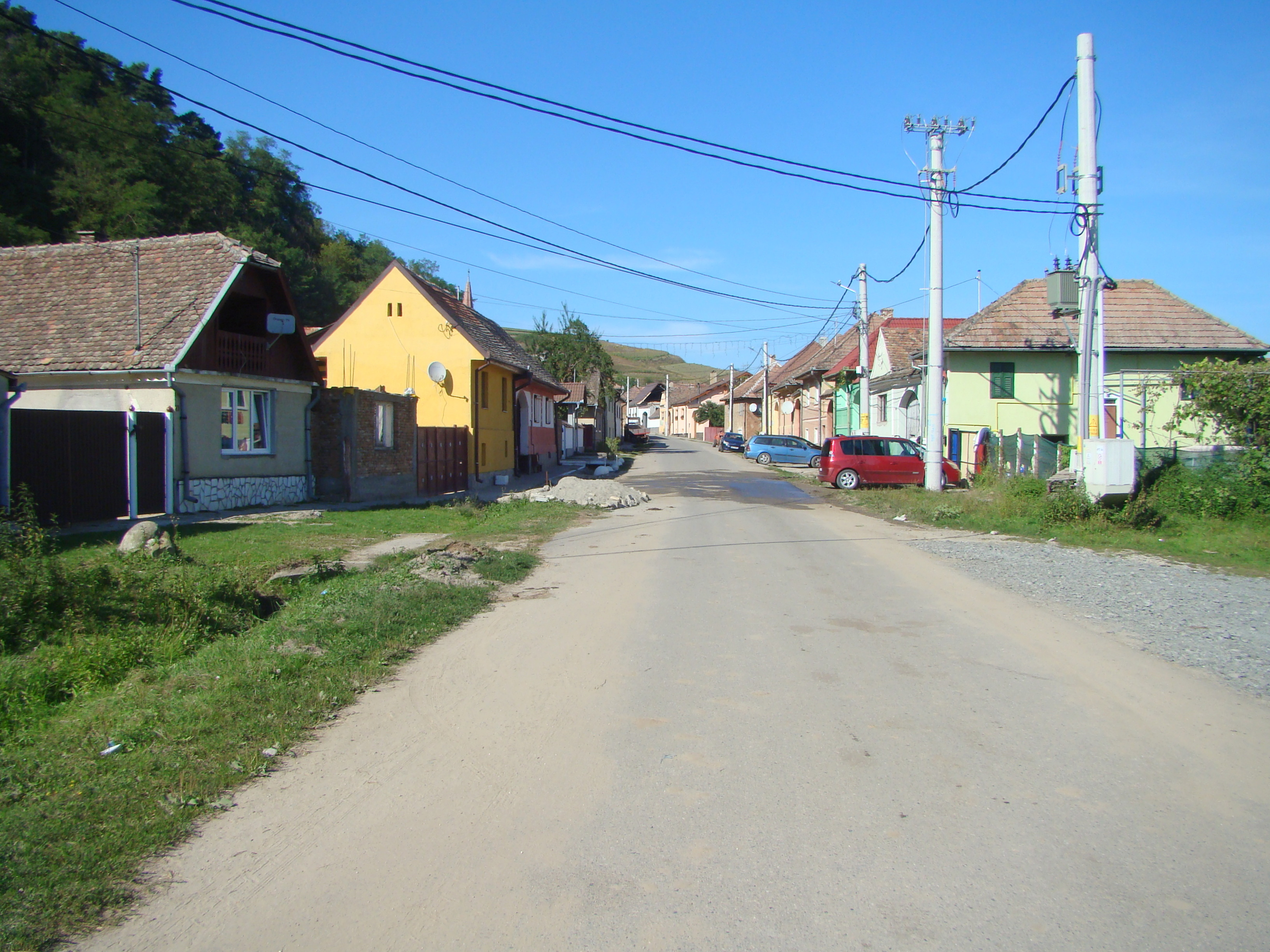
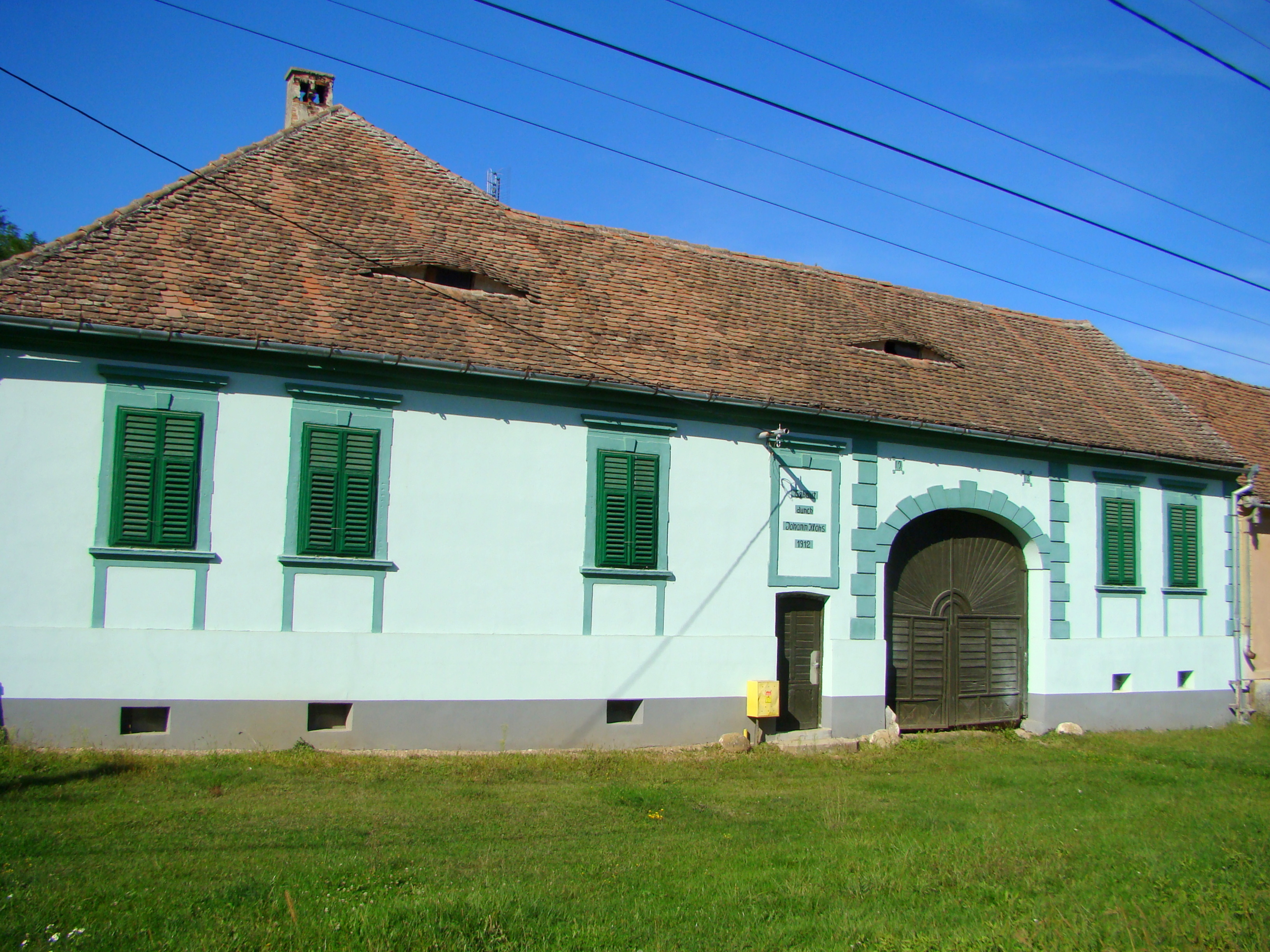
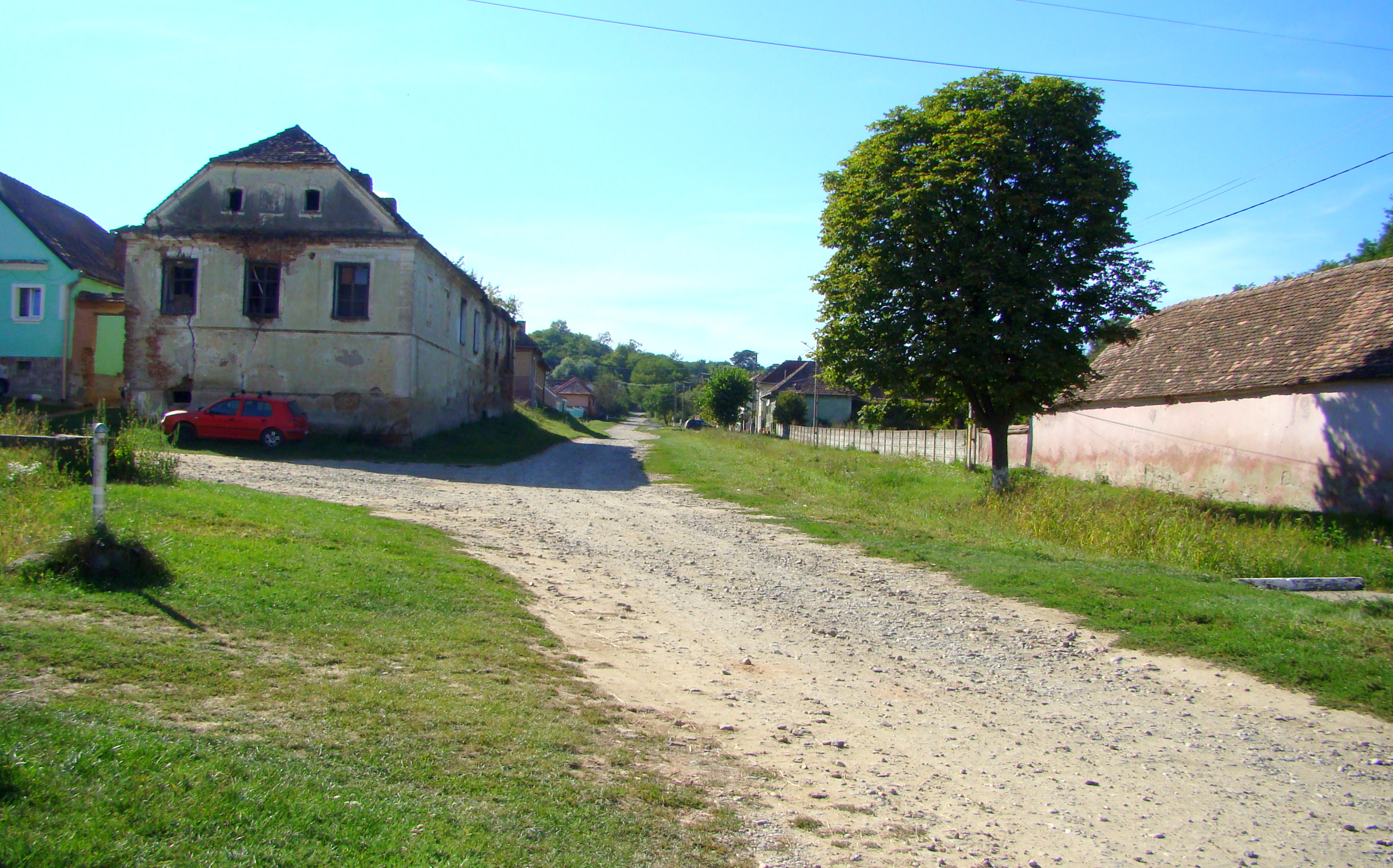
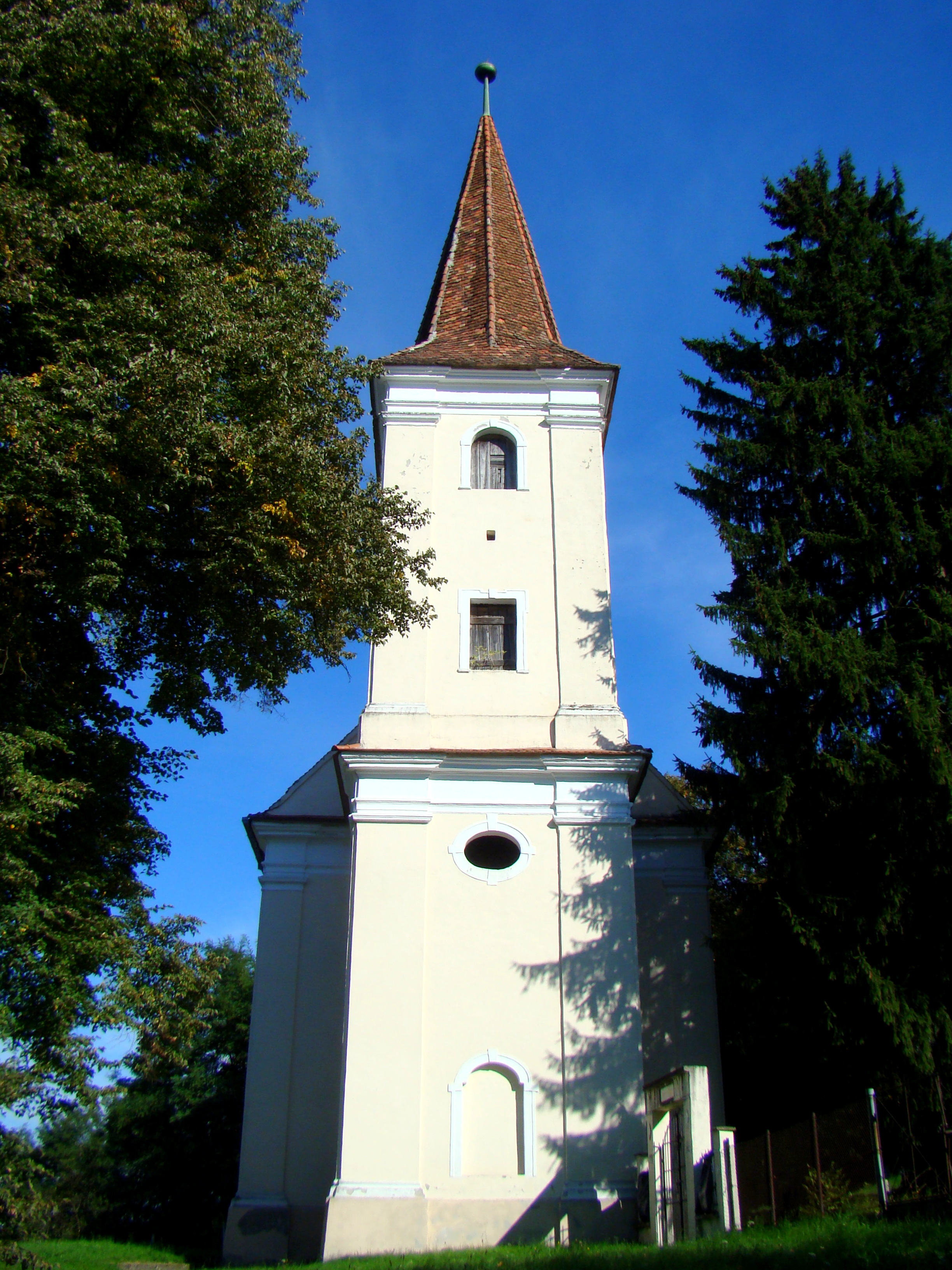
Biserica evanghelică
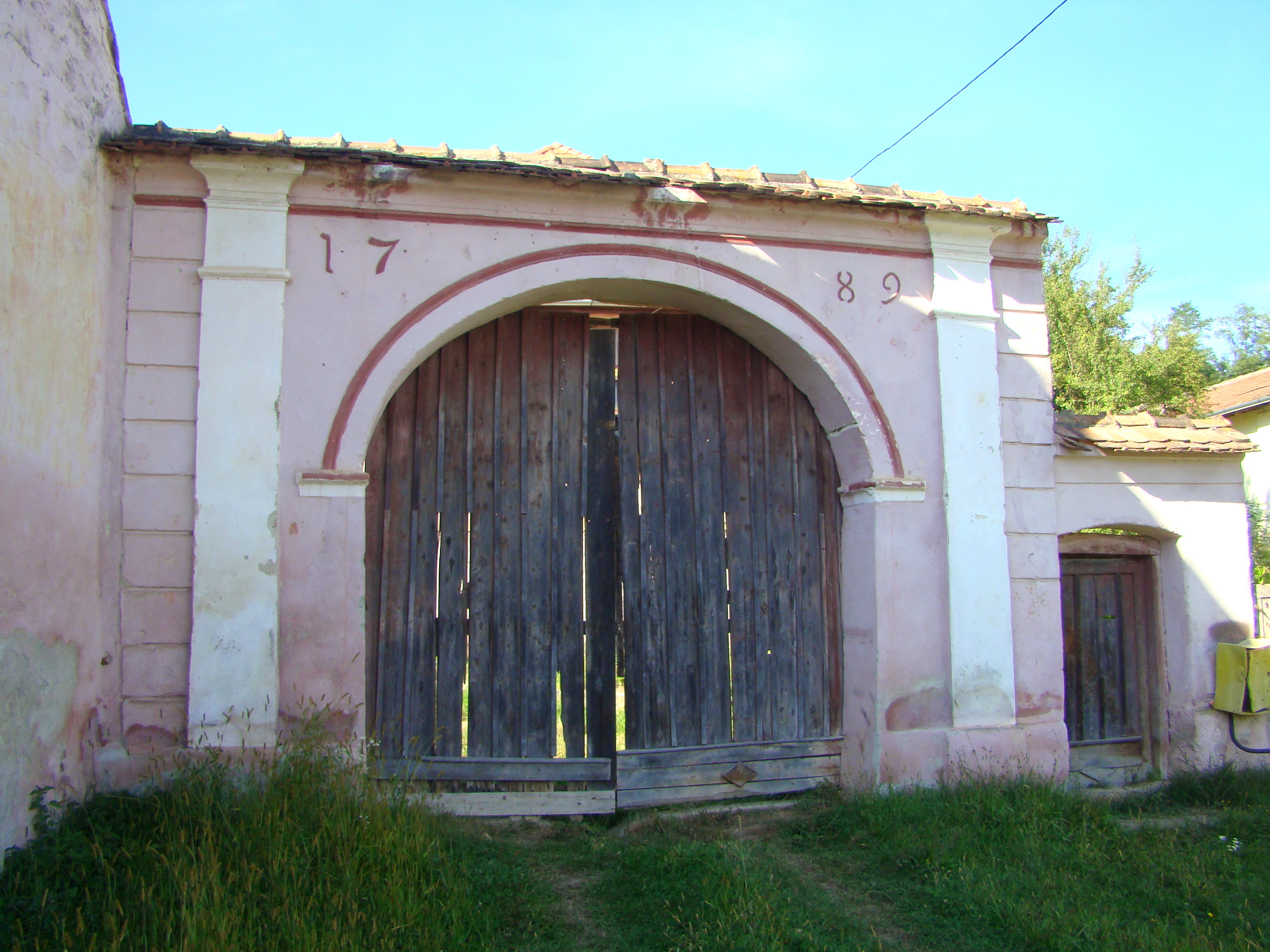